# NGC 5364
NGC 5364 је спирална галаксија у сазвежђу Девица која се налази на NGC листи објеката дубоког неба.
Деклинација објекта је + 5° 0' 56" а ректасцензија 13h 56m 11,9s. Привидна величина (магнитуда) објекта NGC 5364 износи 10,4 а фотографска магнитуда 11,2. Налази се на удаљености од 20,850 милиона парсека од Сунца. NGC 5364 је још познат и под ознакама NGC 5317, UGC 8853, MCG 1-36-3, CGCG 46-9, IRAS 13536+0515, PGC 49555.